# 팬텀 솔저
《팬텀 솔저》(Phantom Soldiers)는 미국에서 제작된 얼빈 존슨 감독의 1987년 전쟁 영화이다. 맥스 데이어 등이 주연으로 출연하였다.

## 출연

### 주연
- 맥스 데이어
- 잭 야츠
- 코륀 스페리
- 짐 게인즈
- 리처드 킹
- 데이비드 라이트
- 마이크 몬티

## 기타
- 미술: 알프레드 로리